# ستسو نارا
ستسو نارا (انگلیسی: Setsuo Nara; ۱۶ دسامبر ۱۹۳۶ – ژانویه ۲۰۰۰) بازیکن بسکتبال اهل ژاپن بود.